# Autoserica sedonensis
Autoserica sedonensis är en skalbaggsart som beskrevs av Frey 1972. Autoserica sedonensis ingår i släktet Autoserica och familjen Melolonthidae. Inga underarter finns listade.